# Aeropuerto Internacional de Myrtle Beach
El Aeropuerto Internacional de Myrtle Beach (en inglés, Myrtle Beach International Airport) (IATA: MYR, OACI: KMYR, FAA LID: MYR) es un aeropuerto de uso público propiedad del condado ubicado a tres  millas náuticas (6 km) al suroeste del distrito comercial central de Myrtle Beach, en el condado de Horry, Carolina del Sur, Estados Unidos. Anteriormente se conocía como Myrtle Beach Jetport (1974-1989) y está ubicado en el sitio de la antigua Base de la Fuerza Aérea de Myrtle Beach, que también incluye el complejo comercial The Market Common.
El Plan Nacional de Sistemas Aeroportuarios Integrados de la Administración Federal de Aviación (FAA) para 2017-2021 lo clasificó como una instalación de servicio comercial primario de pequeño centro. Myrtle Beach tiene el segundo aeropuerto más transitado de Carolina del Sur detrás de Charleston, con más de 2.4 millones de pasajeros (que llegan y salen) en 2018.
El sitio web oficial del aeropuerto desde 2006 es flymyrtlebeach.com, que anteriormente era un sitio web no oficial propiedad de un empleado del aeropuerto. En julio de 2012, el aeropuerto lanzó un sitio web rediseñado con un nuevo logotipo.

## Instalaciones
El aeropuerto cubre 3795 acres (1536 ha) a una altitud de 25 pies (8 m). Su pista única, 18/36, tiene 9.503 de largo (2.897 x 46 m). La entrada al aeropuerto está en Boulevard Harrelson.
El edificio de la terminal lleva el nombre del primer alcalde de Myrtle Beach, el Dr. Wilford Leroy Harrelson, quien sirvió desde marzo de 1938 hasta diciembre de 1939 y nuevamente desde enero de 1942 hasta diciembre de 1943. La ciudad compró terrenos para el aeropuerto durante su primer mandato, y la terminal fue nombrada en su honor.
MYR tiene un helipuerto utilizado principalmente por empresas de viajes chárter en la base de la pista 36.
En el año que finalizó el 31 de enero de 2019, el aeropuerto tuvo 125,925 operaciones de aeronaves, un promedio de 345 por día: 59% taxi aéreo, 19% aerolínea, 16% aviación general y 6% militar. En ese momento, 51 aviones tenían su base en el aeropuerto: 38 monomotor, 6 multimotor, 1 jet y 6 helicópteros.
El aeropuerto contaba con un edificio de carga aérea en la entrada del aeropuerto; el edificio cerró hace unos años y se utiliza principalmente para el mantenimiento del aeropuerto como almacenamiento.

## Aerolíneas y destinos

### Pasajeros
| Aerolíneas           | Destinos |
| -------------------- | --- |
| Allegiant Air        | Albany, Allentown, Cincinnati, Grand Rapids, Newburgh, Niagara Falls Estacional: Akron/Canton, Belleville/St. Louis, Clarksburg, Columbus–Rickenbacker, Fort Wayne, Hagerstown (MD), Harrisburg, Huntington, Indianápolis, Lexington, Louisville, Pittsburgh, Plattsburgh, Siracusa |
| American Airlines    | Charlotte Estacional: Chicago–O'Hare, Dallas/Fort Worth, Filadelfia |
| American Eagle       | Charlotte, Filadelfia, Washington–National Estacional: Boston, Dallas/Fort Worth, Nueva York–LaGuardia |
| Avelo Airlines       | Mánchester (NH), New Haven Estacional: Wilmington (DE) |
| Breeze Airways       | Mánchester (NH) (inicia el 6 de febrero de 2026), Nueva Orleans (inicia el 4 de septiembre de 2025), Providence, Rochester (NY) (inicia el 2 de octubre de 2025), Tampa, White Plains Estacional: Akron/Canton, Charleston (WV), Hartford, Wilkes-Barre/Scranton                    |
| Delta Air Lines      | Atlanta, Detroit Estacional: Boston, Mineápolis/St. Paul, Nueva York–LaGuardia |
| Delta Connection     | Nueva York–LaGuardia |
| Frontier Airlines    | Estacional: Cleveland, Filadelfia, Long Island/Islip, Trenton |
| Southwest Airlines   | Baltimore, Chicago–Midway, Nashville Estacional: Columbus–Glenn, Dallas–Love, Denver, Kansas City, Pittsburgh, San Luis |
| Spirit Airlines      | Atlantic City, Baltimore, Boston, Fort Lauderdale, Nashville, Newark, Nueva York–LaGuardia, Orlando Estacional: Chicago–O'Hare, Cleveland, Detroit, Hartford, Indianápolis, Kansas City, Latrobe/Pittsburgh, Louisville, Pittsburgh                                                 |
| Sun Country Airlines | Estacional: Mineápolis/St. Paul |
| United Airlines      | Estacional: Chicago–O'Hare, Denver, Newark |
| United Express       | Newark Estacional: Chicago–O'Hare, Washington–Dulles |

### Carga
| Aerolíneas    | Destinos      |
| ------------- | ------------- |
| FedEx Express | Columbia (SC) |
| UPS Airlines  | Columbia (SC) |

## Estadísticas

### Tráfico anual
| Año  | Pasajeros   | Año  | Pasajeros | Año  | Pasajeros |
| ---- | ----------- | ---- | --------- | ---- | --------- |
| 2000 | — 1,582,372 | 2010 | 1,736,138 | 2020 | 1,113,820 |
| 2001 | 1,421,081   | 2011 | 1,759,874 | 2021 | 3,210,247 |
| 2002 | 1,260,121   | 2012 | 1,482,554 | 2022 | 3,459,803 |
| 2003 | 1,335,496   | 2013 | 1,664,917 | 2023 | 3,361,277 |
| 2004 | 1,535,212   | 2014 | 1,749,657 | 2024 | 3,837,052 |
| 2005 | 1,566,409   | 2015 | 1,830,071 | 2025 |           |
| 2006 | 1,440,400   | 2016 | 1,942,927 | 2026 |           |
| 2007 | 1,683,823   | 2017 | 2,277,044 | 2027 |           |
| 2008 | 1,565,372   | 2018 | 2,467,093 | 2028 |           |
| 2009 | 1,485,393   | 2019 | 2,611,563 | 2029 |           |